# Mitad del Mundo

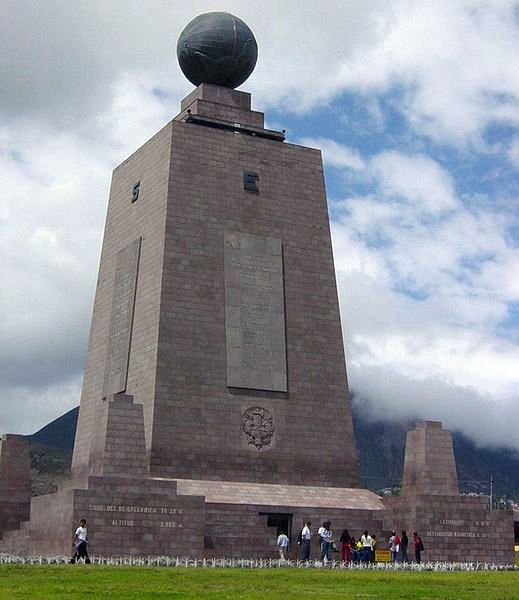
Der Monolith mit Erdkugel des Mitad del Mundo

La Mitad del Mundo (span.: Die Mitte der Welt) ist ein Äquatormonument in San Antonio de Pichincha in der ecuadorianischen Provinz Pichincha.
Das Monument liegt ca. 23 Kilometer nördlich der Hauptstadt Quito und markiert den Ort, an dem Charles Marie de La Condamine mit einer französischen Expedition 1736 als erster Europäer eine (auf 240 m) genaue Position des Äquators bestimmte.
Zentrum des Monuments ist eine große Kugel (4,5 m Durchmesser) auf einem Monolithen, um die ein Metallring verläuft. Diese soll die Erde und den Äquator symbolisieren. Das Bauwerk kann bestiegen werden und ist ca. 30 Meter hoch. Die Seiten des Monolithen zeigen in die vier Himmelsrichtungen. In Ost- und Westrichtung von dem Bauwerk verläuft eine gelbe Linie, die sich durch die gesamte Anlage zieht, und genau auf dem Äquator liegen soll (es jedoch nicht tut).
Der Monolith bildet das Zentrum einer Parkanlage, die einem typischen Kolonialdorf nachempfunden ist und Ciudad Mitad del Mundo (span.: Stadt Mitte der Welt) genannt wird. In den Gebäuden des Dorfs befinden sich Ausstellungen, ein Planetarium, Restaurants und Touristenshops, in denen man auch Äquatorzertifikate erwerben kann.

## Entstehung
Ecuador ist das einzige Gebiet in Südamerika, in dem der Äquator an festen, natürlichen Orientierungspunkten verläuft: an den Gipfeln der Anden. Sein restlicher Verlauf geht durch sich ständig verändernde Regenwaldgebiete. Feste Punkte sind jedoch notwendig, um die Bahnen der Himmelskörper zu beobachten. Das Gebiet des heutigen Ecuador ist daher der einzige Ort, an dem früher eine genaue Positionsbestimmung des Äquators möglich war. Das 30 Meter hohe Monument und die um es herum gruppierten Häuschen des Ausflugsgeländes wurden zwischen 1979 und 1982 errichtet.

## Moderne Erkenntnisse

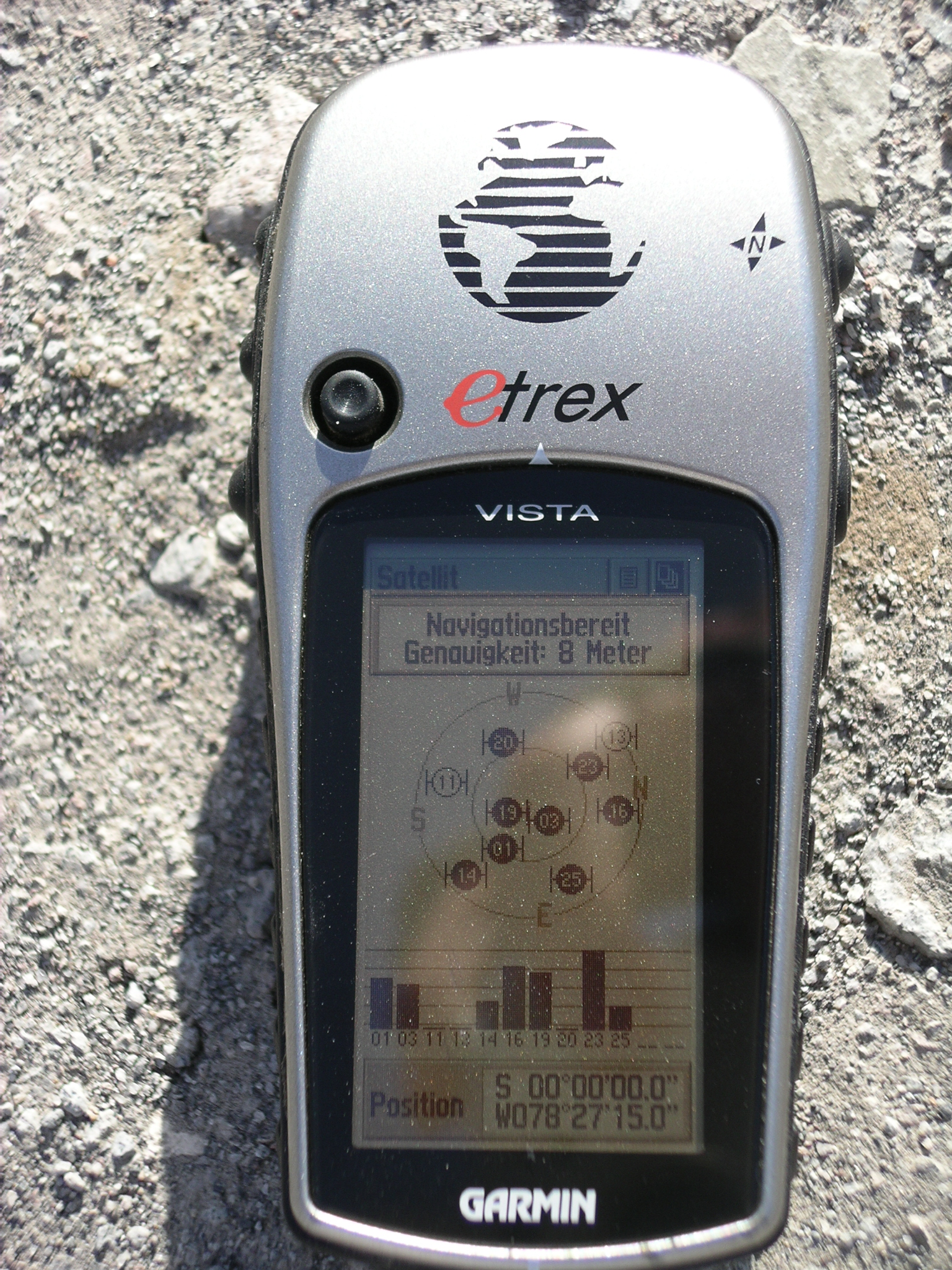
Abbild des Äquators auf dem GPS nahe Quito, Ecuador (im Abschnitt "Position")

In Zeiten von GPS hat sich herausgestellt, dass sich der wahre Äquator etwa 240 m nördlich des Monuments  befindet. Alle Besucher, welche sich täglich breitbeinig über die gelbe Linie beim Monument hinstellen, um auf beiden Hälften der Erde zu stehen, stehen in Wirklichkeit mit beiden Beinen etwa 240 m weit auf der Südhalbkugel.
Rein zufällig hingegen entdeckte ein Gleitschirmflieger in der Nähe der Mitad del Mundo auf dem Berg Catequilla die Überreste eines Bauwerks aus der Präinkazeit, das den Äquator genauer markieren soll und bereits vor über 1000 Jahren errichtet wurde. Das Projekt Quitsato hat sich zum Ziel gesetzt, diesen Fund zu erforschen und stellt seine Ergebnisse in einem Pavillon in der Ciudad Mitad del Mundo vor. Quitsato sieht in der Anlage auf dem Catequilla das Zentrum mehrerer verteilter Bauwerke in der näheren Umgebung, die diverse Eigenschaften der Sonnen- und Erdbahn wiedergeben.
Quitsato hat 2006/2007 eine Sonnenuhr mit 54 m Durchmesser und einer aufragenden zylindrischen Säule als Gnomon genau am Äquator nahe der Panamericana errichtet. Die im Boden eingelassene Grafik erlaubt das Ablesen von Uhrzeit und Jahreslauf. Eine Vermessungsmarke zeigt die Stelle im Boden, an der das Militärgeografische Institut Ecuadors den Äquator dort mit 1 mm Genauigkeit bestimmt hat.